# Donato Bramante
Donato di Angelo di Pascuccio řečený Bramante (1444 Fermignano – 11. dubna 1514 Řím) byl italský architekt a malíř.

## Život
Zpočátku tvořil na dvoře urbinských vévodů. Před nástupem na místo dvorního architekta Lodovica il Mora v Miláně Bramante uskutečnil studijní cestu po Itálii, během níž jej zaujalo zejména dílo Brunelleschiho. Jako první samostatnou práci v Miláně vytvořil architektonickou kresbu – rytinu Prevedari.
Velký vliv na Bramanta během jeho milánského pobytu měl jeho kolega ve dvorských službách malíř Leonardo da Vinci, a to zejména svými architektonickými kresbami, u nichž byl vnější prostor výsledkem rozpínavosti vnitřního prostoru. Po svém zvolení si nový papež Julius II. vybral Bramanteho jako dvorního architekta.
Prvním velkým projektem v jeho službách byla rekonstrukce a rozšíření papežského paláce, tzv. Belvedere, první projekt z roku 1504. Bramante se v roce 1505 stává hlavním architektem kostela sv. Petra v Římě. Na podzim téhož roku vzniká první plán na nový kostel tzv. Pergamenový.
Bramante tedy pojímal baziliku sv. Petra jako centrálu s půdorysem řeckého kříže, kde roztlakové síly ústřední kupole měly být zachyceny složitým systémem nižších bočních kupolí.

## Hlavní díla

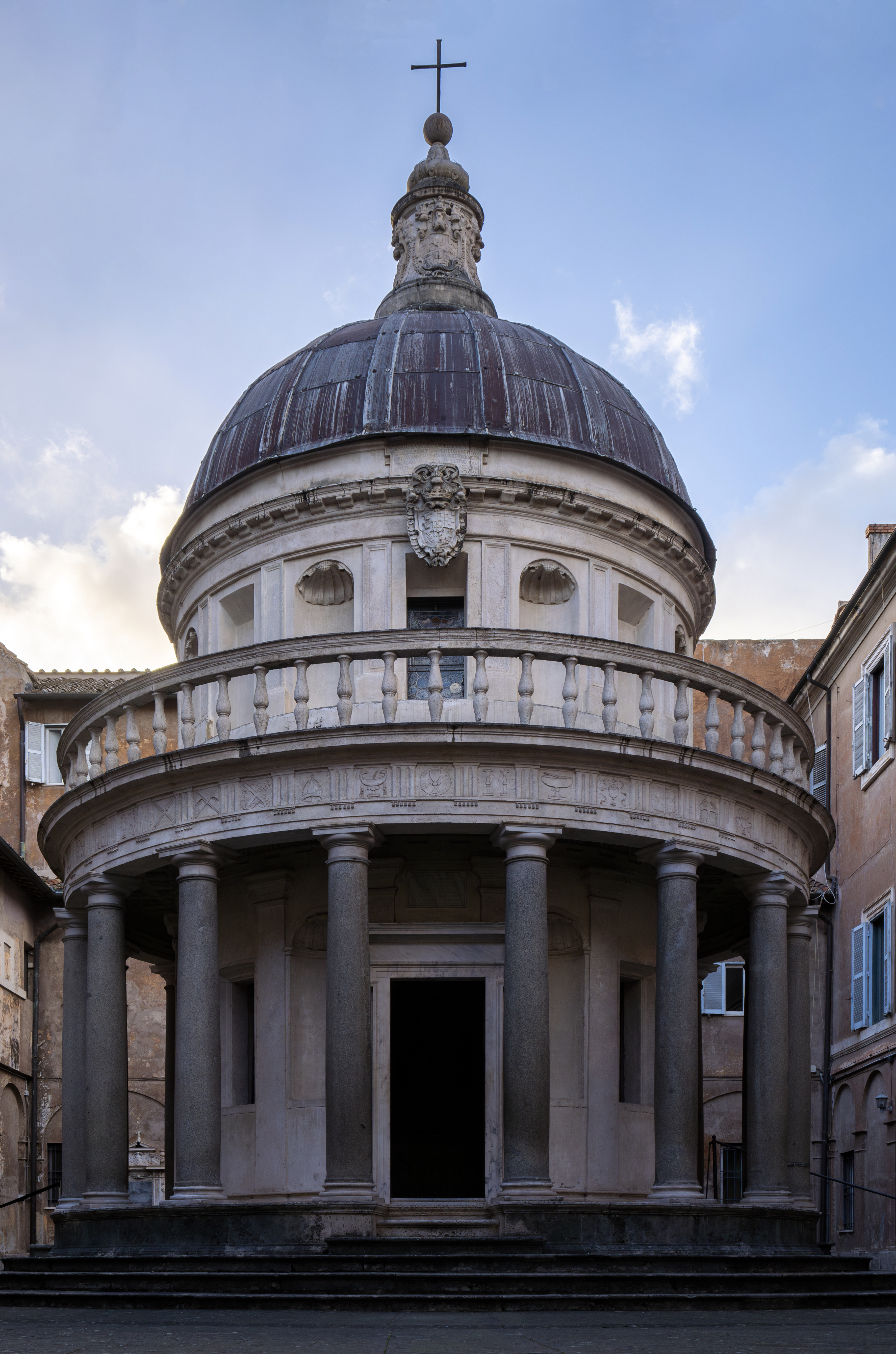
Tempietto

- Santa Maria presso San Satiro Milán, 1482–1486
- Kostel Santa Maria delle Grazie (ambit a apsida); Milán, 1492–1498
- Palazzo Caprini, Řím, 1501–1502
- San Pietro in Montorio (takzvané Tempietto), Řím, 1502
- Santa Maria della Pace (ambit), Řím, 1504
- Bazilika svatého Petra, Řím, návrh 1503
- Cortile del Belvedere, Vatikán, 1506